# Von Neumann (krater)
Von Neumann je mjesečev udarni krater koji se nalazi na dalekoj strani Mjeseca, na sjevernoj polutki, nazvan po polihistoru Johnu von Neumannu. Gotovo je spojen na jugo-jugoistočni rub obzidane ravnice Campbell. Krater Ley pričvršćen je na sjeveroistočni rub Von Neumanna i donekle je prekriven vanjskim bedemom. Zapadno je istaknuti Wiener, a jugo-jugozapadno Nikolajev.
Ovaj krater ima široki unutarnji zid s više terasa. Širina unutarnjeg zida varira po obodu, s najširim dijelom prema jugu. Postoji nešto spuštanja duž unutarnjeg zida na sjeverozapadu gdje se rub najbliže približava Campbellu, a uski teren između ova dva kratera je neravan i nepravilan. Ali preostali teren koji okružuje krater gotovo je jednako neravan. Obod se čini nešto ravnijim duž jugozapadne strane, ali je negdje drugdje otprilike okrugao.
Unutrašnji pod je gotovo ravan i ravan uz zapadnu stranu. Postoji mali niz grebena koji se protežu od južnog do sjevernog ruba poda, a tlo je nepravilnije u istočnoj polovici. Nema značajnih udaraca u unutrašnjosti kratera, a stranice su uglavnom neistrošene.